# (57567) Crikey
(57567) Crikey est un astéroïde de la ceinture principale.

## Description
(57567) Crikey est un astéroïde de la ceinture principale. Il fut découvert le 14 octobre 2001 à Needville par l'observatoire de Needville. Il présente une orbite caractérisée par un demi-grand axe de 3,18 UA, une excentricité de 0,16 et une inclinaison de 2,6° par rapport à l'écliptique.

## Compléments